# Año Internacional de los Derechos Humanos
1968 fue proclamado Año Internacional de los Derechos Humanos por la Asamblea General de las Naciones Unidas mediante la resolución 2081 (XX) de 20 de diciembre de 1965. Esta designación coincidió con el vigésimo aniversario de la adopción de la Declaración Universal de los Derechos Humanos en 1948. El objetivo central era evaluar los progresos alcanzados en la promoción de los derechos humanos y establecer un programa de acción para el futuro.

## Actividades y alcance
Durante este año, se llevaron a cabo diversas actividades a nivel mundial para sensibilizar y educar sobre la importancia de los derechos humanos. Una de las iniciativas destacadas fue la Conferencia Internacional de Derechos Humanos, celebrada en Teherán del 22 de abril al 13 de mayo de 1968. Esta conferencia reunió a representantes de 84 Estados, así como a observadores de diversos organismos especializados y organizaciones no gubernamentales, con el propósito de examinar los avances desde la adopción de la Declaración Universal y formular recomendaciones para el futuro. 
La conferencia culminó con la adopción de la Proclamación de Teherán, que reafirmó el compromiso de la comunidad internacional con la promoción y protección de los derechos humanos. Este documento reconoció la interdependencia entre la paz, la justicia y la plena realización de los derechos humanos, y destacó la necesidad de eliminar todas las formas de discriminación racial, incluyendo la política de apartheid.
Además, la Organización Internacional del Trabajo (OIT) desempeñó un papel activo durante este año. En la 52ª reunión de la Conferencia Internacional del Trabajo, celebrada en junio de 1968, se adoptó una resolución relativa a la acción de la OIT en el campo de los derechos humanos. Esta resolución subrayó la urgencia de eliminar la discriminación basada en la raza, el color, el sexo, la religión, la opinión política, la ascendencia nacional o el origen social, e invitó a la OIT a elaborar un programa concertado de gran alcance en este ámbito.